# Heliand
Heliand, alnémetül Heiland (a. m. "Megváltó") egy IX. századi alnémet (ószász) nyelven, a nemzeti epika szellemében és alakjában (alliterációs versekben) írt epikus munka. Tárgya Jézus élete, tanítása, halála és föltámadása.

## Leírás
A munkához tartozó latin nyelvű prefáció szerint Jámbor Lajos frank császár bízta meg a szászok egyik jeles dalnokát, hogy dolgozza fel költemény formájában a Biblia történeteit. A szerző a bibliai történetet saját korához alkalmazta, és középkori eposszá alakította át: a műben Krisztus német hűbérúrként, az apostolok hűbéreseiként, a Szentföld Szászországként, a Megváltó tanácskozásai híveivel nemzeti népgyűlésekként vannak megjelenítve.
A bevezető említi az Ószövetség ószász fordítását is, mely sokáig ismeretlen volt. Ma néhány töredéke ismert Ószász genezis néven.

## Külső hivatkozások
- Digitalisat des Heliand (Hs. M) Archiválva 2012. január 20-i dátummal a Wayback Machine-ben
- Digitalisat des Heliand (Hs. S)